# Holger Dahl
Holger Adolf Emil Dahl, född 13 juni 1850 i Köpenhamn, död där 30 mars 1916, var en dansk musiker.
Dahl undervisades först av sin far, hovpianisten Peter Waldemar Emil Dahl (1823–72), och studerade 1867 vid Det Kongelige Danske Musikkonservatorium med piano som huvudämne. Det var främst i egenskap av ackompanjatör han skaffade sig en position, medan han i övrigt även verkade som orkestermusiker (violin, viola och harpa). Av kompositioner utgav han flera pianostycken och enstaka sånger.